# 6. Sinfonie (Dvořák)
Die Sinfonie Nr. 6 D-Dur op. 60 ist eine Sinfonie von Antonín Dvořák. Sie wurde zu Lebzeiten des Komponisten als dessen 1. Sinfonie veröffentlicht. Die Sinfonie ist wie ihre Vorgängerin von starken böhmischen und tschechischen Einflüssen in der musikalischen Thematik geprägt. Das Werk ist dem Dirigenten Hans Richter gewidmet.

## Entstehung
Dvořáks 6. Sinfonie entstand 1880, etwa fünf Jahre nach der Vollendung seiner 5. Sinfonie. Dennoch gibt es inhaltliche Parallelen beider Werke, die einen sehr pastoralen und böhmisch-nationalen Klang haben. Diese Periode in Dvořáks Leben war geprägt vom langsamen internationalen Durchbruch und dem Finden und Entwickeln seines persönlichen Kompositionsstils, den er mit Vollendung der 6. Sinfonie bereits sehr weit ausgeprägt hatte.
Dvořák schrieb das Werk für die Wiener Philharmoniker und deren Chefdirigenten Hans Richter. Kurz vor der geplanten Uraufführung im Dezember 1880 wurde diese auf Grund von Krankheit Richters und Überbelegung des Orchesters abgesagt. Dvořák vermutete jedoch eine anti-tschechische Einstellung in Wien zu jener Zeit als eigentliche Ursache für die Absage. So kam es stattdessen am 25. März 1881 in Prag zur Uraufführung der Sinfonie unter Adolf Čech, der schon die Uraufführung der 5. Sinfonie geleitet hatte. Richter führte die Sinfonie erst 1892 in London auf.

## Zur Musik

### Besetzung
2 Flöten (2. auch Piccolo), 2 Oboen, 2 Klarinetten, 2 Fagotte, 4 Hörner, 2 Trompeten, 3 Posaunen, Tuba, Pauke und Streicher.

### 1. Satz: Allegro non tanto
Der erste Satz beginnt mit einem verhaltenen Thema von Flöte und Cello. Sein dreiteiliger Aufbau enthält alle wichtigen motivischen Bausteine für die Gesamtkonzeption des Satzes, welcher in Sonatensatzform steht.
Dieses Thema wird erweitert und vom ganzen Orchester aufgenommen und ausführlich bearbeitet. Ein zweites Thema in h-Moll (aus y und z abgeleitet) wird nach Dur geführt und schließlich jubelnd vom ganzen Orchester vorgetragen. 

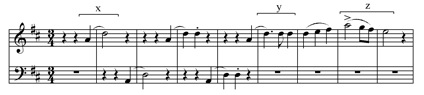
Hauptthema 1. Satz, Takt 2–10, Flöte und Violoncello.

Die anschließende Durchführung bringt ein retardierendes Moment und die Mollvariante des Hauptthemas. Im weiteren Verlauf kommt es zu Fugato-Elementen, welche aus dem zweiten Thema abgeleitet werden. Die Streicher leiten dann mit einem Aufbau von dynamisch ansteigenden Viertelnoten die Reprise ein, welche regelgerecht verläuft. Die abschließende Coda nimmt beide Themen auf und verarbeitet auch die Streicher-Viertel, welche zuvor zur Reprise geführt hatten. Das Geschehen wird zu einem scheinbaren Piano-Abschluss gebracht, bevor das Orchestertutti die abschließenden Akkorde einwirft.

### 2. Satz: Adagio
Das Adagio in B-Dur beginnt mit einer lyrischen Melodie in den Holzbläsern, welche bald von den Streichern und den Hörnern fortgesetzt wird. Eine friedliche und ruhige Grundstimmung wird vermittelt. Der Satz verbindet Rondo und Variationssatz. Eine ABACABA-Form bringt das Hauptthema (A) jeweils leicht variiert wieder. Mit schockierender Dramatik bricht das C-Thema in düsteren und pochenden Moll-Akkorden über das ruhig-fließende Geschehen herein. Die Wiederkehr des Hauptthemas erfolgt danach zunächst nur zaghaft in den Flöten, bevor es langsam wieder vom Orchester aufgenommen wird. Die letzte Wiederholung wird von der leise pochenden Pauke eingeleitet, welche den Satz nach einem letzten Höhepunkt leise verklingen lässt.

### 3. Satz: Scherzo. Furiant
Das Scherzo der 6. Sinfonie ist ein Furiant. Dieser etwas derbe tschechische Tanz wird durch den Taktwechsel von 2/4- und 3/4-Takt geprägt. Dvořák hatte diesen böhmischen Nationaltanz beispielsweise bereits in den Slawischen Tänzen op. 46 verwendet. Das zweiteilige Furiant-Thema verbindet eine derbe und etwas ungelenk wirkende Phrase mit einem grazilen, tänzerischen Motiv. Das Trio unterscheidet sich charakterlich deutlich vom Furiant und stellt eine pastorale Flötenmelodie in den Vordergrund.

### 4. Satz: Finale. Allegro con spirito
Das Hauptthema des Finales erinnert seinem Duktus nach an die 2. Sinfonie von Johannes Brahms, dem Freund Dvořáks, welche zwei Jahre zuvor entstanden war. Das zweite Thema ergänzt das ruhig fließende Hauptthema um sprunghafte und lebhafte Elemente. Dieses zweite Thema wird in der Durchführung nach Moll gerückt und vielseitig bearbeitet. Die Coda führt die Sinfonie zu einem Fortissimo-Abschluss, in welchem das Hauptthema mit vergrößerten Notenwerten dargeboten wird.

## Wirkung
Die Uraufführung der 6. Sinfonie wurde zu einem großen Erfolg für Dvořák. Die Tschechen nahmen die neue Sinfonie so positiv auf wie noch kein anderes Werk von Dvořák bisher. Dies lag vor allem daran, dass die Sinfonie einen sehr nationalen Charakter hat und somit das Verlangen der tschechischen Landsleute Dvořáks nach einem eigenen Stil stillte. Dieser war zuvor durchaus kritisiert worden, nicht nationalistisch genug zu denken und zu komponieren. Ein Kritikpunkt, der aus heutiger Sicht kaum mehr verständlich erscheint, da uns Dvořáks Musik heute meist böhmisch geprägt und durchaus nationalbewusst erscheint.
Auch im übrigen Europa setzte sich die Sinfonie schnell durch und wurde häufig aufgeführt. Nur in Wien hatte die Sinfonie einen schweren Stand. Das politische Klima legte zu jener Zeit ein großes Gewicht auf die deutsche Kultur und den deutschen Stil, weshalb die sehr tschechische 6. Sinfonie Dvořáks erst im Jahre 1883 erstmals in Wien erklang.
Die 6. Sinfonie gilt heute als eines von Dvořáks nationalbewusstesten Werken und steht künstlerisch an der Schwelle vor den großen und bedeutendsten Sinfonien des Meisters (7., 8. und 9. Sinfonie). Auch heute erfreut sie sich noch beachtlicher Beliebtheit und wird häufig aufgeführt.